# Шимазу Наријакира
Шимазу Нариакира (島津 斉彬, 28. април 1809 – 24. август 1858) био је јапански феудални господар (даимјо) касног Едо периода и 28 вођа по реду Шимазу клана области Сацума. Остао је запамћен као интелигентна и напредна особа који се у феудалном Јапану занимао за рангаку и модерну технологију. У мају 1863. проглашен је за један од шинто божанстава (ками) - Терикуни даимјоџин (Terukuni Daimyōjin (照国大明神)).

## Младост и постављање на власт
Шимазу Нариакира је рођен 28. априла 1809. године у Еду. На позицију даимјоа уздигао се након обласног и суровог рата у борби за моћ са својом породицом у историји познато под називом „Ојура Содо“ или „Такасаки кизуре“. Будући да је већину свог живота провео у Еду а не у матичној области Сацума, Нариакира се суочио са великим противљењима житеља у његовом одабиру за вођу. Почео је да своју војску припрема за потенцијалну западну агресију ојачавајући одбрану обала што супростављало са локалним војним школама који још увек нису веровали у планове породице Шимазу.
У доношењу ове одлуке Нариакира није тражио савет свога оца, Шимазу Нариоке или очевог саветника Зуша Хиросата будући да су обојица била на опрезу због Токугаве шогуната. Зушо пак, као саветник видео је многе сличности у Нариакири са његовим дедом Шимазу Шигехидеа који се такође у своје време занимао за иностране студије и научне и индустријске пројекте што је за последицу имало погоршање финансијског положаја домена. Будући да је много радио на расту и ојачавању богатства Сацуме, Зушо није подржао Нариакирин амбициозни план који је због већег активирања војске истискивао већи одлив новца из буџета. Нариоки и Зушо су зато због узајамног презира и неповерења изоловали Нариакиру од послова везаних за Сацуму па информације од званичника које су се тицале шогуната уопште нису стизале до њега.
Још једна опасна препрека у Нариакириној владавини стизала је од Јуре, мајке његовог полубрата Хисамицуа. У време кад је Нариакира стигао у Сацуму како би се позабавио кризом у оближњој Краљевини Рјукју (вазалној држави под вођством Сацуме) која је избила 1846. године, Јура је уз помоћ свог шарма утицала на његовог оца Нариокија да своју наклоност поклони њеном сину Хисамицуу наспрам Нариакире који је био легитиман син и наследник. Зушо, Нариоки, Јура и Хисамицу чинили су главне фигуре фракције која је уз друге бирократе, уплашене његовом интелигенцијом и ставовима, покушавале да саботирају Нариакирино наслеђивање очеве позиције као даимјо.
Нариакира је у Сацуму стигао 25. јула 1864. по налогу високог званичника шогуната Абе Масахира како би решио кризу на острвима Рјукју. Нешто раније, 1844. на Рјукју је пристао француски брод а одмах следеће и два британска тражећи потписивање споразума о миру и трговини. У то време Јапан је био под изолационом политиком – сакоку, а Рјукју као засебна држава није била под истом забраном. Будући да острва нису била потпуно независна већ да су била под контролом Сацуме, јавила се дилема како одговорити на ову кризу. На крају су Нариакира и Абе Масахиро одлучили су да не ризикују конфликт са западним силама и дозволе мирну трговину на овим острвима.
Датума, 8. марта 1847, Нариоки стиже у Сацуму што Нариакирину позицију деградира у неку врсту заменика свога оца. Разочаран тиме Нариакира напушта област и одлази за Едо, а сав ауторитет пребацује се на његовог полубрата Хисамицуа који се врло брзо уз помоћ свог оца уздиже на високе позиције власти. У октобру 1847. постављен је да руководи новооформљену канцеларију за војне послове области а већ следеће именован је управником области Чоса са одговорношћу да дела у име даимјоа за сва војна питања додељеног дела земље. У исто време Хисамицу добија и место одборника за поделу ханова која је високо поштована и обезбеђује му моћно место на врху друштвене лествице. На церемонијалним окупљањима Нариоки би често наредио Хисамицуу да седне на место предвиђено за више позиције на власти а временом дозвољавао је чак и да наређује у име даимјоа сваки пут као феудални лорд било због посла или задовољства напусти своју област. Било је и више него очигледно да се Хисамицу припрема да буде следећи даимјо потпуно игноришући чињеницу да је по примогенитури, Нариакира био законити наследник.
Како би додатно дискредитовала и омела Нариакирино устоличење на место феудалног господара области говорило се да је Јура замолила барем петоро духовника да бацају чини на Нариакирину децу што је навело многе његове поштоваоце да поверују да је тим поступцима она заправо крива за прерану смрт његовог најстаријег детета. Због тог сујеверја многи су позивали на убиство Јуре, Хисамицуа и Зушоа али је Нариакира успео је да их обузда и да их натера да одустану од тих планова. Нажалост те приче су доспеле и до Нариокијевих ушију који у бесу тражи да Нариакирини подржаваоци изврше ритуално самоубиство сепуку.
Конфликт је толико измакао контроли да је Нариакира морао да затражи помоћ од Абе Масахира. Абе, видевши да је Нариакира растрзан између проблема на Рјукју острвима и породичних размирица ургирао је да се Нариоки пензионише и да се Зушо као саветник склони са позиције.
Абе је у почетку хтео само да склони Зушоа, који је имао велике утицаје на Нариокија, позивајући га у Едо. Као разлог за састанак навео је кризу на Рјукју острвима и жељу да се упозна са тренутном политиком места. Током разговора Абе је постављао Зушоу питања која су јасно указивала да је Абе, заједно са остатком шогуната упознат са илегалном Сацума-Рјукју западном трговином која сер обављала упркос политици изолације. Зушова оданост према Нариокију довела га је до преузимања потпуне одговорности над ситуацијом па као последица тога 18. децембра 1848. одузима себи живот сепукуом. Који дан раније Нариоки је позван у Едо од стране шогуна који му као поклон даје сет за чај која индикује шогунову жељу да се Нариоки повуче са позиције. Датума 3. фебруара 1851. Нариоки коначно одлази са позиције и Шимазу Нариакира постаје даимјо области Сацуме.

## Љубав према образовању и западној култури
Нариакира се сматрао једним од најмудријих даимјоа свога времена, првенствено захваљујући његовој љубави према образовању.
Године 1812, када је имао само три године живота Нариакира је био одређен да као најстарији син преузме титулу даимјоа. За тај задатак спремао га је сам отац а уз ту титулу морао је да испуни неколико обавезних услова у образовању како у класичном тако и у борилачким вештинама. Будући да је наследио Шигехидеову радозналост према западној култури, као и његов деда био је фасциниран предметима донетих из иностранства попут сатова, телескопа, музичких инструмената, микроскопа и оружја. Током курсева научен је да пише и користи латинично писмо које је користио да у својеврсном коду запише тајне личне забелешке. Шигехиде је такође представио свог унука немачком доктору Филип Франц фон Зиболду, који је тада био задужен за представништво Холандске источноиндијске компаније (Vereenigde Oostindische Compagnie) у Нагасакију, чинећи га једним од ретких Јапанаца који је у то време упознао особу из Европе.
Након што је постао даимјо Сацуме, Нариакира је задужио Минајоши Хотокуа, лекара области Сацуме али и научника и познатог учењака да направи брод „Ироха мару“, пловило западног стила. Брод је направљен по Минајошијевој макети величине 1,8:0,91 m. Нариакира је ургирао да се направи бродоградилиште у Сакураџими где ће производити модерна пловила за потребе области и државе. Нариаки је толико поштовао западну културу да је чак и војску унапредио стварајући коњицу попут западне захтевајући по њеном узору годишње војне маневре на терену. Али без великог буџета округа, (које је Зушо успео да ојача) ове промене које су истискивале пуно новца, не би биле могуће. У тајности Нариакира је преко острва Рјукју успео да набави око 1000 пушака које су касније знатно помогле у борбама Бошин рата.
Нариакира је такође донео промене и у образовани систем убацивајући западну науку и технологију у програм за учење а ван тога основао је и посебну школу „Рангаку кошуџо“ која се бавила проучавањем холандског језика и културе запада. Иако велики љубитељ запада стало је забележено да је Нариакира често долазио у школе и испитивао ученике о значењима класичних кинесКих текстова старајући се да западно знање не поремети превише националистички дух. У великој жељи да створи добро образовану омладину Нариакира из буџета одваја четири кокуа за помоћ сиромашним и изгладнелим ученицима које је у оно време служила као нека врста финансијске помоћи. Као циљ желео је да промовише образовање у Сацуми да би осигурао да омладина може у будућности да постане успешна која „уме да влада собом, мудро води домаћинсто, може да осигура национални мир и да поверење универзалној власти.“
Године 1848, Шимазу набавља дагеротипску камеру, прву увезену у Јапану. Заинтиригиран за процес наређује својим вазалима да апарат проуче и науче да помоћу ње производе фотографије. Због ограничених могућности објектива и недостатка обуке за коришћење било је потребно неколико година за стварање квалитетних фотографија, али већ 17. септембра 1857. настаје први портрет Нариакире у званичној одећи који остаје сачуван до данашњих дана. Ова фотографија након Нариакирине смрти временом постаје предмет обожавања у Терукуни храму (照国神社 Terukuni jinja) (познат и као храм Шококу) али после неког времена нестаје без трага. Након једног века од нестанка, дагеротипија се проналази у једном складишту 1975. године да би се као таква прогласила најстаријом дагеротипијом која је произведена у Јапану. Због тога је влада Јапана 1999. године прогласила важним културним благом поставши прва фотографија којој је додељена та част.

## Сарадници
Током свог живота Нариакира је стекао пуно моћних пријатеља на високим положајима у Јапану. Ове везе добро су му дошле током пензионисања његовог оца у борби за позицију даимјоа чију је улогу у интервенисању имао Абе Масахиро, који је тада био „роџу“, један од саветника и својеврсни заменик шогуна. Абе је на шогуна утицао да постави Нариакиру и задужи га за кризу која је избила због трговине краљевине Рјукју и запада а након проблема са његовим оцем обојица су били забринути због Нариакириног повлачења јер нису желели да се тим проблемом бави ни Зушо ни Нариоки. Разлог првенствено лежи у томе да се обојица нису показала претерано успешним у решавању ове кризе а Абе, као пријатељ и саветник био је свестан да Нариакира може да се ухвати у коштац са тим али само ако се Зушо и Нариоки склоне, што је временом успео да издејствује.
Када су Нариоки и Зушо престали да прослеђују информације Нариакири по питању послова у Сацуми и Рјукјуу, Нариакира је био принуђен да створи сопствену мрежу за добијање информација. У вези са тим понајвише се ослањао на Дате Муненарија из Уваџиме да на неки начин пренесе догађаје и проблеме са којим се суочава Абеу и остатку шогуната. Наложиоје својим сарадницима Јамагучи Садајасуу и Шимазу Хисатаки да га обавесте шта се све дешава у Сацуми и да припазе на Зушове активности као и да посебно обрате пажњу на новац и добра које стижу у округ. Након извесног времена кад је Нариакира проценио да може да преузме вођство над области, ослонио се на Дате Муненарија да извести о ситуацији и придобије Абеову наклоност. Остало је сачувано писмо које је 27. августа 1848. Нариакира послао Датеу, захваљујући му се придобијању Абеове гаранције да ће превидети преступе Нариокија и Зуша све док се проблем са острвима Рјукју успешно не реши. Због Датеових преписки са Абеом убрзан је процес пензионисања Нариокија у званично постављање Нариакире као даимјоа Сацуме.
Након што је Нариакира постао даимјо схватио је да око себе мора да окупи верне људе који ће се постарати да га Јура и Нариоки више никад не спутају у пословима. Међу њима нашао се Саиго Такамори, ниже рангирани самурај из Сацуме који је промовисан 1854. у службеника и асистента Нариакире. Осим њега, на месту поред даимјоа нашао се и Окубо Тошимичи кога је Нариоки прогнао због подршке Нариакири. По устоличењу новог даимјоа Окубо се вратио у Сацуму и врло брзо напредовао на позицијама у округу. Саиго и Окубо радили су у Нариакирину корист лобирајући са Токугава Наријакијем из области Мито да је за државну власт боље да се више окрене цару и царској власти него шогуну и шогунату. Саиго и Окубо су прихватили Нариакирина мишљења и политичке погледе које су се касније одразиле на нову Меиџи владу. Мишљења која су делила су се највише ослоњала на централизовање власти око цара и модернизовање (по угледу на запад) јапанске војске.
Када је Метју Пери дошао у Јапан и поделио државу на оне које су подржавали и оспоравали отварање граница, шогун Ијемочи, који је већ дуже време био болестан, умире без наследника што је утицало на поделу владе који су за његовог наследника подржавали друге људе. Нариакира је био један од људи који су се залагали да се допусти отварање граница и допусти потписивање споразума све док јапанска војска и држава не ојача довољно да може да парира страним утицајима и непоштеним споразумима. Као кандидата за новог шогуна подржао је Токугава Јошинобуа који је наспрам Токугаве Ијемочија био одрастао и здрав кандидат са већ добрим искуством вође своје породице. Под утицајем Ии Наосукеа за новог шогуна изабран је Токугава Ијемочи а сви који су подржавали другу фракцију потпали су под Ансеи чистку уз коју су многи неистомишљеници удаљени из политике. Нариакира је због тога присиљен да се повуче.

## Смрт и заоставштина
Нариакира је по правилу морао да прогласи наследника на место даимјоа али због преране смрти свог најстаријег детета остао је само са двогодишњим сином Тецумаруом и осмогодишњом ћерком Терухиме. Због тога је за именовање будућег наследника морао да затражи савет од свог оца да ли да наследником именује брата Хисамицуа или његовог сина Тадајошија. Саиго и Окубо, као челни људи округа сматрали су да је за прерану смрт наследника крива Јура коју су хтели да казне али Нариакира није желео да дозволи било какву освету. Када је током 8. јула 1858. у Темпозану Нариакира надгледао припрему за заједничку акцију и маневар 3.000 Сацума војника који је требало да оду у Едо, колабирао је услед топлотног удара. Због болести пребачен је у замак Цурумару где је 16. јула умро. Тачан разлог смрти никад се није сазнао али један од спекулација била је да је Нариакира можда умро од тровања храном. Убрзо за њим умире му и син, Тецумару а неколико година касније Нариакира се проглашава за једно од шинто божанстава – Терикуни даимјоџин. Иза њега остале су четири кћерке Терухиме, Норихиме, Јасухиме и Садахиме које су се све удале за високе званичнике у влади и клану. Нариакирина усвојена ћерка Ацухиме (позната и као Теншоин) удала се за шогуна Токугаву Ијесада али није успела да му подари наследника. Нови даимјо области Сацума постао је Хисамицуов син, Шимазу Тадајоши.